# گروه تی‌اف۱
گروه تی‌اف۱ (فرانسوی: Groupe TF1‎) شرکت رسانه‌ای فرانسوی است، که در سال ۱۹۷۵ توسط دولت فرانسه تأسیس شد و هم‌اکنون زیرمجموعه شرکت بوویگ می‌باشد.